# Rhuddlan
Rhuddlan è una città del Galles settentrionale nella contea del Denbighshire, sul fiume Clwyd.
Nel 2001 contava 4 296 abitanti.

## Storia
Nel marzo del 1284 fu firmato a Rhuddlan lo statuto noto appunto come Statuto di Rhuddlan, che stabiliva come dovesse essere governato il Galles. Tra le altre cose, il documento stabilì che le tre contee del Gwynedd (Anglesey, Merioneth e Caernarfon) fossero unite sotto un'unica amministrazione, con Caernarfon come centro di governo.